# Moncrabeau

Moncrabeau este o comună în departamentul Lot-et-Garonne din sud-vestul Franței. În 2009 avea o populație de 818 de locuitori.

## Evoluția populației
| An        | 1975 | 1982 | 1990 | 1999 | 2006 | 2009 |
| --------- | ---- | ---- | ---- | ---- | ---- | ---- |
| Populație | 915  | 823  | 789  | 780  | 810  | 818  |